# Abborrtjärnen (Los socken, Hälsingland, 684772-146874)
Abborrtjärnen är en sjö i Ljusdals kommun i Hälsingland och ingår i Ljusnans huvudavrinningsområde.